# Дарко, Амма
Амма Дарко (нем. Amma Darko; род. 26 июня 1956, Кофоридуа, Гана) — ганская писательница, пишет на немецком и английском языках.

## Биография
Из народа фанти. Выросла в Аккре. Окончила университет в Кумаси (1980), работала консультантом в технологическом центре. В 1980-е годы жила в Германии. Дебютировала на немецком языке романом «Проданный сон» (1991). В настоящее время живёт в Аккре, служит налоговым инспектором.

## Романы
- Der verkaufte Traum (1991, англ. пер. Beyond the horizon, 1995, фр. пер. 1997)
- Spinnweben (1996)
- Служанка/ The housemaid, повесть (1998, нем. пер. 1999)
- Verirrtes Herz (2000)
- Not without flowers (2003, нем. пер. 2006)
- Без лица/ Die Gesichtslosen (2003, англ. ор. 2004, с предисловием Кофи Анийдохо; словен.пер. 2004)
- между двумя мирами / Between Two Worlds (2015). Sub-Saharan Publishers. ISBN 978-9988647933
- ожерелье рассказов / Das Halsband der Geschichten. elbaol verlag hamburg, Meldorf 2019 ISBN 9783939771746